# Festschrift
Als Festschrift (auch Festgabe oder Liber Amicorum) bezeichnet man eine Publikation aus festlichem Anlass. Die erste Festschrift der Welt erschien mit den Beiträgen vieler deutscher Dichter 1640 in Leipzig anlässlich des zweihundertsten Jubiläums der Erfindung der Buchdruckerkunst. Herausgegeben wurde sie von Gregor Ritzsch.

## Bibliothekswesen

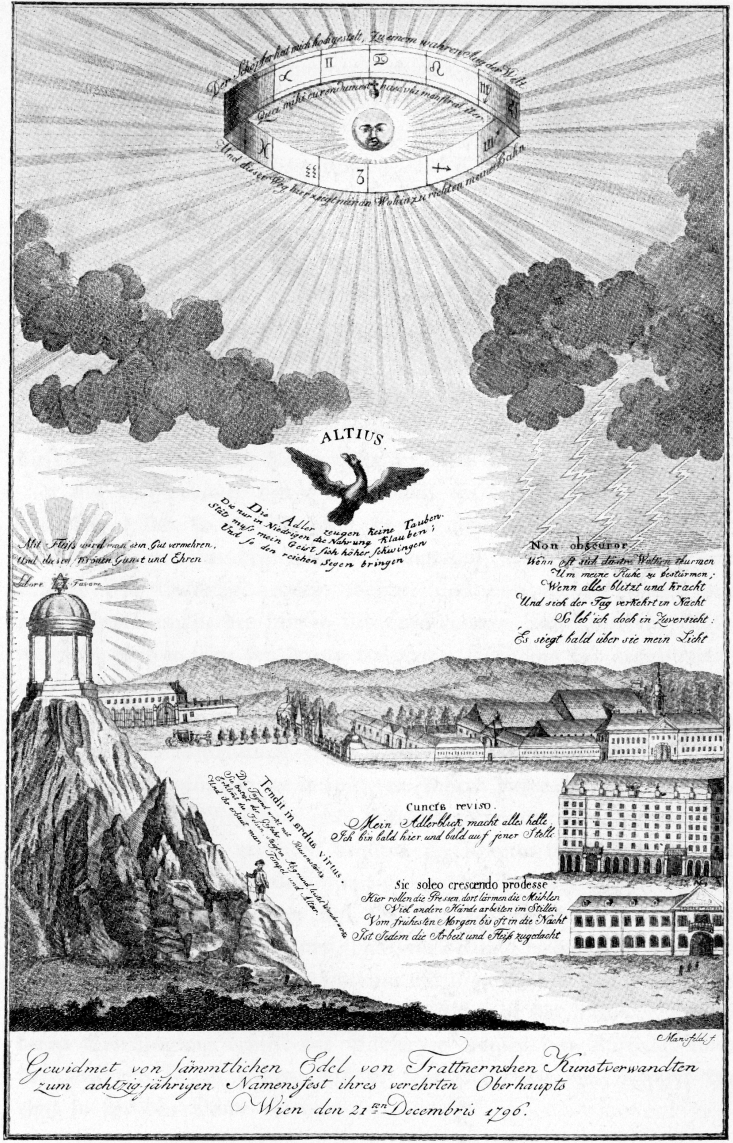
Festschrift anlässlich des 80. Geburtstages von Thomas von Trattner

Im Bibliothekswesen herrscht der akademische Begriffsgebrauch vor, der als Festschrift gewöhnlich die einem Gelehrten gewidmete Sammlung von Aufsätzen ansieht. Die Beiträge zu dieser Art von Veröffentlichung werden meist von Schülern, Freunden oder Fachkollegen zu einem runden Geburtstag des Geehrten verfasst. Den Beiträgen wird sehr oft eine Würdigung des Geehrten mit Foto und sein möglichst komplettes Schriftenverzeichnis beigefügt. Daher gelten sie als eine wichtige Quelle der Wissenschaftsgeschichte.
Die Frage, zu welchen Anlässen eine Festgabe erstellt werden soll, wird unterschiedlich beantwortet. Die Vereinigung der Deutschen Staatsrechtslehrer gab auf Initiative von H. P. Ipsen eine Empfehlung heraus, Festschriften erst ab dem 70. Geburtstag zu veröffentlichen, konnte sich damit jedoch nicht durchsetzen. Vor dem 60. Geburtstag werden dennoch nur sehr selten Festschriften herausgegeben, und oft wird ein solcher Sammelband aus Anlass der Pensionierung eines Forschers von seinen Schülern und Freunden publiziert, also nachdem die geehrte Person ihre institutionelle Macht abgegeben hat. Manche Wissenschaftler werden auch mit mehreren solcher Festgaben geehrt, so wurde für Rudolf von Laun zu dessen 65., 70., 80. und 90. Geburtstag eine Festschrift veröffentlicht.
Der einstige Brauch, zum 50-jährigen Doktorjubiläum eine Festschrift zu veröffentlichen, ist hingegen nicht mehr in Mode. Die nach dem Tod einer Person erscheinenden Festschriften werden als Gedenk- oder Gedächtnisschriften bezeichnet. Gelegentlich wird auch die Sammlung eigener Aufsätze des Geehrten mit dem Titel Festschrift geschmückt. Neben expliziten Festschriften können Werke auch eine Widmung enthalten. Üblicherweise werden Festschriften in feierlichem Rahmen vorgestellt, oft wird ihre Erstellung dabei vor der zu ehrenden Person geheim gehalten, so dass sie als Überraschung erscheint.
Ungewöhnlich sind Festschriften, die ganz oder teilweise aus an den Empfänger der Festschrift gerichteten Grußworten oder Briefen befreundeter Personen bestehen; auch eigens zu diesem Anlass geschaffene Kunstwerke oder literarische Texte können hier abgebildet werden.
Festschriften wurden und werden häufig als Subskriptionen veröffentlicht, die Namen der Subskribenten oder Spender werden dann meist als „Tabula Gratulatoria“ der Festschrift vorangestellt. Auf diese Weise können sich auch Personen an der Ehrung des Empfängers bzw. der Empfängerin beteiligen, die keinen Beitrag für die Festschrift verfasst haben. Solche Namensverzeichnisse sind ebenfalls eine wissenschaftsgeschichtliche Quelle, da sie auch Verbindungen der geehrten Person aus dem nicht-wissenschaftlichen oder privaten Bereich dokumentieren.
Nicht nur Personen, sondern auch Institutionen werden zu ihren Jubiläen durch Festschriften geehrt. So erschien z. B. eine vierbändige Festschrift aus Anlass des 50-jährigen Bestehens des Bundesgerichtshofs und eine Festschrift zum 225-jährigen Jubiläum des Verlags C.H. Beck.
Im angloamerikanischen Raum begegnet man auch in englischsprachigen Publikationen mitunter der deutschen Bezeichnung Festschrift. Im Englischen heißen Festschriften ansonsten oft Essays in honor of …
Außerhalb der Wissenschaft wird der Begriff Festschrift oft auch ganz allgemein für Publikationen zu einem festlichen Anlass verwendet, beispielsweise einem Vereins- oder Firmenjubiläum, der Einweihung eines neuen Gebäudes. Mit einer akademischen Festschrift haben diese Publikationen nur gemeinsam, dass sie zu einem bestimmten Ereignis erscheinen, ihr Inhalt kann ganz unterschiedlicher Natur sein. Sie richten sich zudem auch meist an ein breiteres Publikum.

## Satire
In seinem satirisch angelegten Roman Die Festschrift sieht der Germanist und Linguist Werner Zillig die Arbeit an solch einer Publikation äußerst kritisch.

## Nachweis
Dem bibliographischen Nachweis der unselbständigen Literatur, die in Festschriften veröffentlicht wird, dient die Internationale Jahresbibliographie der Festschriften (IJBF), die mit einem Datenbestand ab 1986 inzwischen als kostenpflichtige Datenbank von K. G. Saur angeboten wird.